# André da Silva Gomes
André da Silva Gomes (* 15. Dezember 1752 in Lissabon; † 17. Juni 1844 in São Paulo) war ein brasilianischer Komponist portugiesischer Herkunft.
André da Silva Gomes erhielt seine musikalische Ausbildung in Lissabon. 1774 kam er im Gefolge des Bischofs Dom Manuel da Conceição nach Brasilien, wo er bis zu seinem Tode als Kapellmeister der Kathedrale von São Paulo wirkte. Er reorganisierte den Chor der Kathedrale und gründete eine öffentliche Musikschule. Er komponierte etwa 130 kirchenmusikalische Werke, darunter Messen, Motetten, Offertorien, Hymnen, Antiphonen und Requiems. 